# Tobias S. Buckell

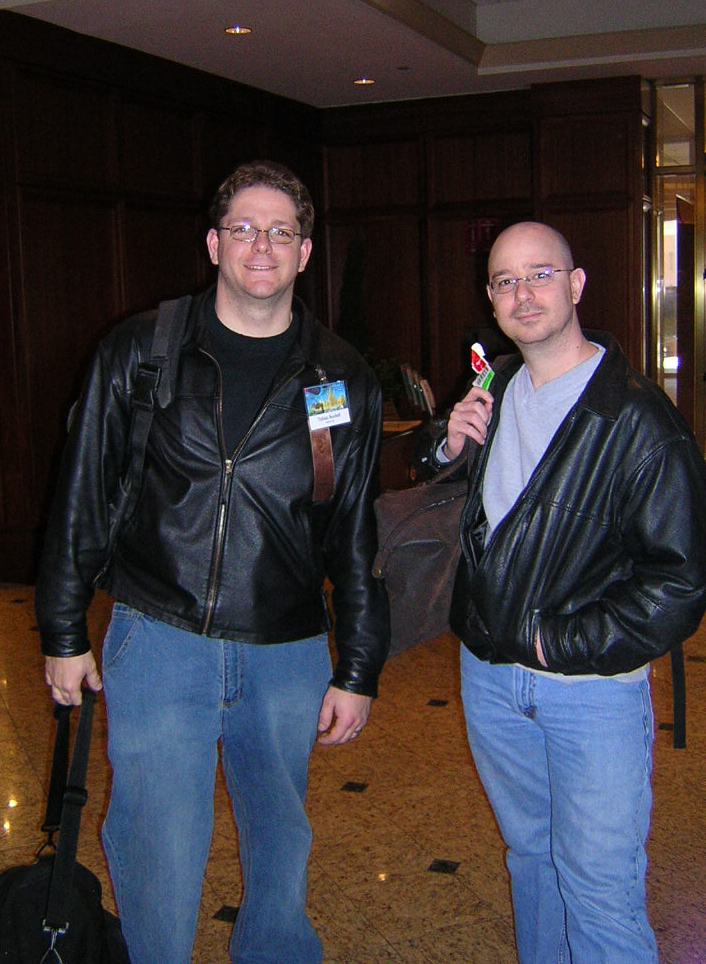
Tobias Buckell (izquierda) junto a John Scalzi (derecha)

Tobias S. Buckell (Granada, 1979) es un escritor granadino de ciencia ficción que vive actualmente en Ohio.
Buckell asistió a Clarion East en 1999 y poco después comenzó a publicar libros y en revistas. 
Buckell fue el comodín de la llamada de su amiga Heidi Ruby Miller en el programa ¿Quién quiere ser millonario? .

## Obra

### Xenowealth series
- Crystal Rain (2006), ISBN 0-765-31227-1
- Ragamuffin (2007), ISBN 0-7653-1507-6
- Sly Mongoose (2008), ISBN 0-7653-1920-9

### Otros
- Halo: The Cole Protocol (2008), ISBN 0-7653-1570-X

### Novelas
- The Executioness (2011), ISBN 978-1-59606-354-9

### Coeccioness
- Tides from the New Worlds (2009), ISBN 978-1-890464-07-3